# Гундоров, Иван Фёдорович Большой
Князь Иван Фёдорович Гундоров по прозванию Большой — воевода во времена правления Ивана III Васильевича.
Родоначальник старшей ветви княжеского рода Гундоровы, XVIII колено от Рюрика.
Старший сын воеводы Палецкого Фёдора Давыдовича по прозванию Пёстрый. Имел братьев, князей: Фёдора, Андрея Большого-Гундора, Ивана Меньшого-Гундора и Андрея Меньшого-Гундора.

## Биография
В мае 1492 года воевода в Ям-городе. С января 1495 года находился в свите великой княгине Елены Ивановны, дочери великого князя Ивана III, в поездке в Литву для бракосочетания с великим литовским князем Александром Ягеллончиком. В 1497 году второй воевода войск для защиты Иван-города от шведов. В 1498 году в чине первого воеводы возводил в Иван-городе укрепления.
В 1500 году присутствовал на свадьбе князя В.Д. Холмского и дочери Ивана III, великой княгини Фёодосии, находился "в свадебном поезде". В мае 1501 года упомянут сперва третьим воеводой во Пскове, а потом в походе из Новгорода в Литву, 2-й воевода Полка правой руки. Участвовал 27 августа 1501 года в битве на реке Серица с ливонскими немцами, воевода полка правой руки.
В конце XV века владел волостями в Новгородской земле, которые в 30-х - начало 40-х годов были утеряны. Сохранялись за ним и родовые владения на территории бывшего Стародубского княжества.

## Семья
Жена: княгиня Евфимья.
Сыновья:
- Гундоров Василий Иванович по прозванию Немая Тетерька — его дочь Авдотья участвовала в смотре невест Ивана IV Васильевича Грозного. Вторая дочь Аграфена замужем за двоюродным братом Бориса Годунова — Афанасием Андреевичем Годуновым.
- Гундоров Юрий Иванович — воевода и наместник, бездетный.
- Гундоров Иван (Гордей) Иванович Гордый — воевода.
- Гундоров Семён Иванович — воевода, наместник и конюший.

## Критика
В "Русской родословной книге" А.Б. Лобанова-Ростовского, князь Иван Фёдорович упомянут с двумя прозваниями: "Большой" и "Гундор". В родословной книге М.Г. Спиридова, показан с прозванием "Меньшой" и "Гундор", но службы показаны одни и те же. В "Истории родов русского дворянства", П.Н. Петрова упомянут только один князь — Иван Фёдорович, без прозвания "Большой" или "Меньшой".
В поколенной росписи поданной в 1682 году в Палату родословных дел, князь Иван Фёдорович Большой записан, как отец вышеуказанных сыновей, а его брат князь Иван Фёдорович записан с прозванием "Образец" и потомство его не указано.